# Marjorie Taylor Greene
Marjorie Taylor Greene (1974. május 27. –) amerikai szélsőjobboldali politikus, Georgia 14. kongresszusi választókerületének képviselője. A Republikánus Párt tagja, Donald Trump támogatója.

## Életpályája
Greene több szélsőjobboldali összeesküvés-elméletet is támogatott, többek között a QAnon ideológiáit terjesztette, a 2001. szeptember 11-ei terrortámadások megtörténését is megkérdőjelezte, kijelentette, hogy az országban történő tömeggyilkosságok, lövöldözések mögött a kormány áll, illetve, hogy a Clinton család amerikai polgárokat gyilkolt. Ezek mellett gyakran osztott antiszemita, iszlamofób és fehér felsőbbrendűségi nézeteket is. Képviselőként a Demokrata Pártot a nácikhoz hasonlította és az általuk bevezetett, a Covid19-pandémia hatásai ellen védekező szabályokat a zsidók, a Holokauszt idején történő üldözéséhez hasonlította. Oroszország 2022-es Ukrajna elleni inváziója során többször is megosztott orosz propagandát és méltatta Vlagyimir Putyint. Keresztény nacionalistának nevezi magát.
A Képviselőház 2021. február 4-én, csak egy hónappal beiktatása után 230-199 arányban elfogadta az indítványt, hogy Greenet felmentsék két bizottsági hivatala alól (oktatás és munkaügy, illetve költségvetés) múltbeli kijelentései és demokrata képviselők halálos megfenyegetése (Barack Obama, Nancy Pelosi stb.) miatt.
A Milton hurrikán 2024-es szezonja alatt olyan állításokat tett közzé, amiben a kormányt, meteorológiai központokat, légkörkutató intézményeket vádolta meg a hurrikán előidézésével, bizarr összeesküvés-elméleteket osztva meg. Állításaiban azt hangoztatta, hogy a republikános szavazókörzeteket sújtják a demokraták a hurrikánokkal.

## Választások
| Párt     | Jelölt                 | Szavazatok | %     |
| -------- | ---------------------- | ---------- | ----- |
|          | Marjorie Taylor Greene | 43,892     | 40.3  |
|          | John Cowan             | 22,862     | 21.0  |
|          | John Barge             | 9,619      | 8.8   |
|          | Clayton Fuller         | 7,433      | 6.8   |
|          | Bill Hembree           | 6,988      | 6.4   |
|          | Kevin Cooke            | 6,699      | 6.2   |
|          | Matt Laughridge        | 6,220      | 5.7   |
|          | Ben Bullock            | 3,883      | 3.6   |
|          | Andy Gunther           | 1,220      | 1.1   |
| Összesen | Összesen               | 108,816    | 100.0 |

| Párt     | Jelölt                 | Szavazatok | %     |
| -------- | ---------------------- | ---------- | ----- |
|          | Marjorie Taylor Greene | 229,827    | 74.7  |
|          | Kevin Van Ausdal       | 77,798     | 25.3  |
| Összesen | Összesen               | 307,625    | 100.0 |